# Heinrichsmühle (Luksemburg)
Heinrichsmühle (lb. Heinrichsmillen) – mała miejscowość (lieu-dit) w południowo-wschodnim Luksemburgu, w kantonie Remich, w gminie Mondorf-les-Bains. Do 3 października 2015 miejscowość leżała w dystrykcie Grevenmacher.  